# Poliopastea pusilla
Poliopastea pusilla är en fjärilsart som beskrevs av Butler 1876. Poliopastea pusilla ingår i släktet Poliopastea och familjen björnspinnare. Inga underarter finns listade i Catalogue of Life.